# Protoúnětická kultura
Jako protoúnětická kultura je označována raná fáze únětické kultury spadající ještě na závěr eneolitu.

## Pohřebiště
Protoúnětická kultura je známa výhradně z pohřebišť, neboť sídliště objevena zatím nebyla. Mezi známá protoúnětická pohřebiště patří Těšetice, Syrovice, Jiříkovice, Opatovice u Rajhradu nebo Moravská Nová Ves-Hrušky. Koncentrace pohřebišť je na jihovýchodní Moravě a směrem do Čech jich prudce ubývá. Většinou se jedná o malá pohřebiště mající okolo 20 hrobů; největší pohřebiště se 47 hroby bylo objeveno v Pavlově.

### Pohřební ritus
Hroby protoúnětické kultury byly ploché kostrové a v počátcích se v malém množství objevovaly také žárové pohřby, ale ty postupně mizí. Nebožtíci byli ukládáni většinou v mírně skrčené poloze. Muži byli ukládáni na pravý bok, kdežto ženy byly pokládány na bok levý. Výbavu hrobů tvořila především keramika, případně kamenná či kostěná industrie a výjimečně měděné předměty.

## Keramika
Keramika měla stále ještě eneolitický charakter, ale byla o mnoho méně kvalitní, než keramika kultury zvoncovitých pohárů. Byla vypalována na otevřeném vypalovacím zařízení a nepravidelným vypálením vznikala jinak barevná „oka“. Vypálení vytvářelo hnědošedý povrch s červenavými oky a povrch nebyl vyhlazen.
Výzdoba keramiky byla poměrně skromná - maximálně plastické podkovy, plastická svislá či horizontální žebra, plastická důlkovaná páska nebo ryté svislé třásně. Běžně se používaly hrnce a hrnky, mísy, džbány a džbánky. Méně často se vyskytovaly amforky, pohárky a dvouuché nádoby.